# Contemporary Amperex Technology
Contemporary Amperex Technology Co. Limited (CATL) (chinesisch 宁德时代新能源科技股份有限公司, Pinyin Níngdé Shídài Xīn Néngyuán Kējì Gǔfèn Yǒuxiàn Gōngsī, kurz 宁德时代,  Níngdé Shídài) ist der größte chinesische Hersteller von Lithium-Ionen-Akkumulatoren und der weltgrößte Hersteller von Batterien für Elektroautos. Mittlerweile zählt das Unternehmen auch zu den zehn größten Automobilzulieferern der Welt (2021). Der Umsatz für das Jahr 2022 betrug rund 48 Milliarden Dollar. 2023 betrug der weltweite Marktanteil als einziger Hersteller deutlich über 30 Prozent (35,9 Prozent).

## Unternehmensentwicklung
Das Unternehmen wurde 2011 von Zeng Yuqun (aka Robin Zeng) gegründet. Ende 2017 waren von knapp 15.000 Mitarbeitern 23 Prozent im Bereich Forschung und Entwicklung beschäftigt. Der Hauptsitz befindet sich in Ningde in der Provinz Fujian. Daneben gibt es weitere Niederlassungen in Shanghai, Jiangsu, Qinghai, Foshan sowie Auslandsniederlassungen in München, Paris, den USA und Japan.
Das Unternehmen ist seit dem 18. Juni 2018 an der Shenzhen Stock Exchange (SZSE-Code: 300750) gelistet und im Aktienindex ChiNext enthalten.
Am 11. Februar 2025 beantragte CATL eine Zweitnotierung an der Hongkonger Börse, um mehr als 5 Mrd. US-Dollar zur Finanzierung seiner Expansionspläne in Europa einzusammeln. Erster Handelstag an der Hongkonger Börse (SEHK) war der 20. Mai 2025.

### Produktionskapazität, Kunden und Wettbewerber
CATL verkaufte im Jahre 2018 Speicher mit rund 25 GWh für Elektro-, Hybridelektrokraft- und Plug-in-Hybridfahrzeuge. Bis Ende 2023 besaß CATL Produktionskapazitäten von über 155 GWh. Wichtigster Kunde war im Jahr 2022 Tesla, der für etwa ein Viertel des CATL-Umsatzes verantwortlich war. Weitere Kunden sind beispielsweise BMW, Hyundai, Mercedes-Benz und Volkswagen. In China hat CATL einen Marktanteil von über 50 Prozent.
Wettbewerber sind mit einem Abstand beim Weltmarktanteil von über 20 Prozent im Jahr 2023 BYD, LG Chem, Panasonic (als Partner der Tesla, Inc.), Sanyo und Samsung SDI.

### Produkte und Technologie
CATL produziert branchenübliche Nickel-Cadmium-Akkumulatoren und Lithium-Eisenphosphat-Akkumulatoren. Zur Entwicklung gehören auch Natrium-Ionen-Akkumulatoren, die 2021 vorgestellt wurden. Ende April 2023 erhielt Chery Automobile als erster Hersteller Batterien dieses Typs. CATL plant bis Ende 2025 die Massenfertigung von Natrium-Akkus.

### Investitionen in den Lithium-Bergbau
Zur Sicherung seiner Rohstoffversorgung hat CATL Anfang der 2020er Jahre weltweit Beteiligungen an Lithium-Minen erworben.

## Standorte

### China

#### Ningde (Zentrale)
In Ningde, Provinz Fujian, befindet sich der Hauptsitz, der erste Produktionsstandort und eine weitere Produktionsstätte des Unternehmens.

#### Guizhou
Ende Oktober 2023 nahm CATL in Guizhou eine Produktionsanlage für 30 GWh in Betrieb; bei einer Automatisierungsrate von 95 Prozent entsteht eine Batteriezelle in einer Sekunde. Eine Erweiterung der Fertigung auf doppelte Kapazität ist möglich.

#### Liyang
Der Bau eines Werks in Liyang, Provinz Jiangsu, wurde 2017 begonnen. Die jährliche Produktionskapazität liegt zunächst bei 10 GWh und kann auf bis zu 36 GWh erhöht werden.

#### Xining
In Xining, Provinz Qinghai, befindet sich ein weiteres Werk zur Produktion von Lithium-Ionen-Batterien.

#### Yibin
Der Bau eines neuen Werks in Yibin, Provinz Sichuan, wurde im Januar 2020 begonnen. Die geplante Produktionskapazität liegt bei 15 GWh im Jahr 2022.

### Deutschland

#### Arnstadt und Amt Wachsenburg (Werke G1 und G2)

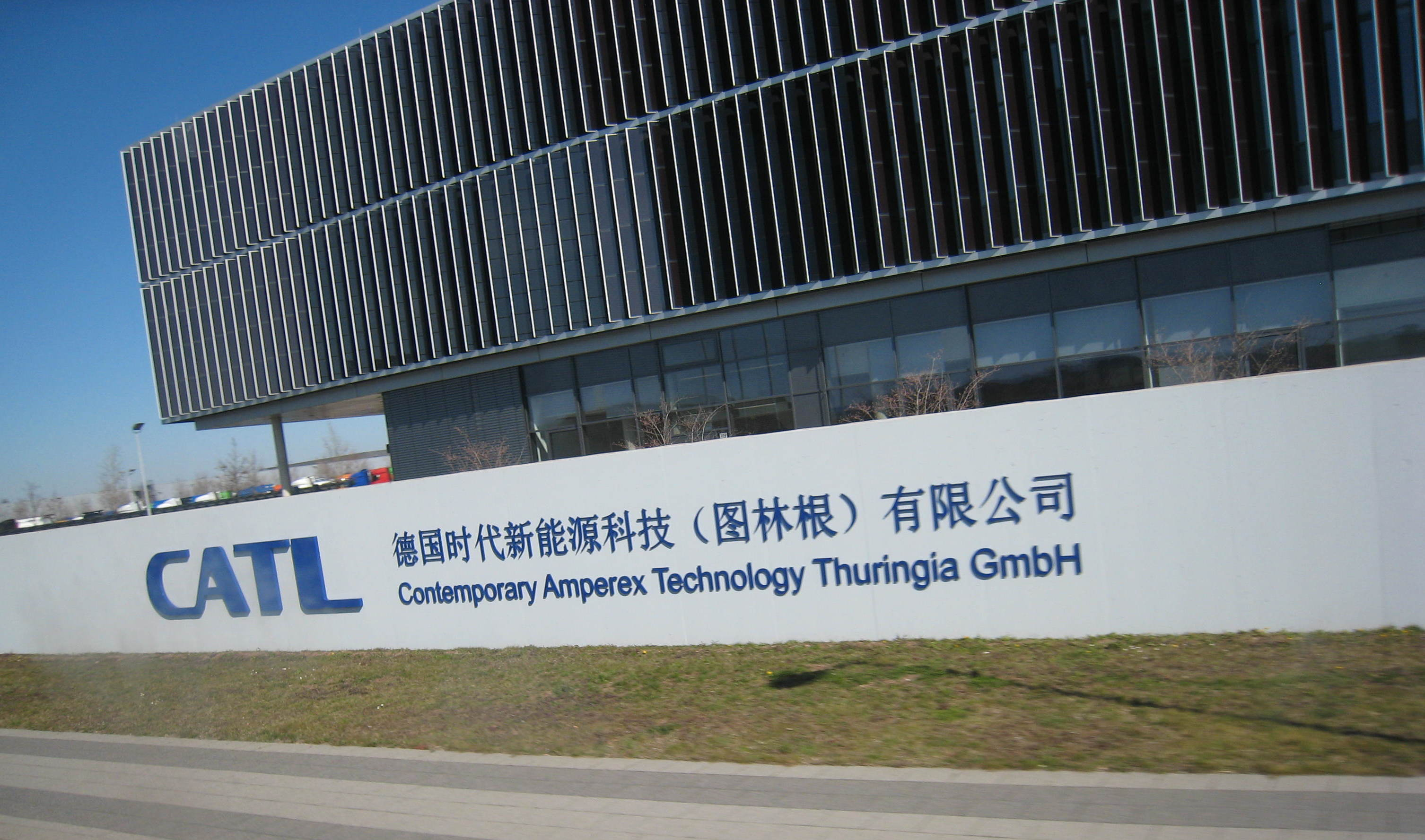
CATL-Zentrale in Arnstadt

In Arnstadt firmiert unter dem Namen Contemporary Amperex Technology Thuringia GmbH (CATT) die Europazentrale von CATL. Das Unternehmen erklärte 2019, in Europa bis 2025 rund 1,8 Milliarden Euro zu investieren. Auf einem 70 Hektar großen Gelände im Gewerbegebiet Erfurter Kreuz begann CATL im Oktober 2019, ihr erstes europäisches Werk für Lithium-Ionen-Batterien zu errichten. Langfristig sollen hier 2.000 Arbeitsplätze geschaffen werden. In der ersten Ausbaustufe soll die Fabrik eine jährliche Batterie-Produktionskapazität von 14 Gigawattstunden aufweisen. Langfristig ist eine Erweiterung auf bis zu 100 GWh jährlich denkbar. Zu den Kunden, die von den drei Thüringer Standorten beliefert werden, zählen unter anderem BMW, Daimler, Stellantis, Volvo, Jaguar Land Rover sowie Volkswagen.
Das Werk G1 entstand durch den Erwerb des Werkgeländes der ehemaligen Solarworld-Fabrik (ehemals Bosch-Solar) im Jahr 2019. Dort befindet sich die Verwaltung, sowie die erste Produktion, wo seit dem dritten Quartal 2021 Batteriemodule produziert werden.
Im Werk G2 wurde im Dezember 2022 mit der Produktion von Batteriezellen in NMC-Technik begonnen. Am 26. Januar 2023 wurde das neue Werk am Standort Amt Wachsenburg offiziell in Betrieb genommen.
Am 22. Februar 2025 kündigte CATL weitere Investitionen und Produktionssteigerungen am Standort Arnstadt an.

#### Erfurt (Logistik)
Östlich des Stadtzentrums betreibt CATL ein Logistikzentrum. Das 30.000 m2 große Logistikzentrum des ehemaligen Online-Modehändlers Lesara im Erfurter Güterverkehrszentrum wird seit 2021 als Zolllager genutzt.

#### München
In München befindet sich ein Forschungs- und Verkaufsstandort.

### Ungarn

#### Debrecen
Der Bau eines neuen Werks in Debrecen, Ungarn, wurde im August 2022 begonnen. Die geplante Produktionskapazität liegt bei 100 GWh im Jahr 2024.

### USA / Japan / Frankreich
In Detroit, Yokohama und Paris betreibt CATL Verkaufsstandorte.

### Spanien

#### Saragossa
Am 12. Dezember 2024 wurde berichtet, dass CATL mit Stellantis in einem Joint Venture zusammenarbeiten wird, um eine große Lithium-Eisenphosphat-Batteriefabrik in Saragossa zu errichten, eine Investition in Höhe von 4,1 Milliarden Euro. Diese 50/50-Partnerschaft wird voraussichtlich 2026 mit der Batterieproduktion beginnen. Das fertige Werk soll eine Kapazität von 50 GWh haben.